# 仇殷
仇殷，五代十国后梁官员。
开平年间，官至钦天监，他明晓象纬历数，技术精湛。唐昭宗光化年间，朱温在滑州，派遣密王朱友倫率兵三万抵御幽州军十余万，恐怕不敌，询问仇殷，仇殷说：“在十四日接近午时可以交战。”又问，他说：“贼军当一败涂地。”又说：“十六日，当见捷报。”果如其言，不差时分。朱温在长芦，诸将请攻城，号令军中，每人负二捆草，堆一千堆，仇殷问何用，有人告诉他，仇殷说：“我占卜不见攻城之象，还是退兵吧。”次日，有骑兵驰报丁会在潞州叛乱，朱温令焚尽草队而还。开平年间，一日，仇殷罢朝，过崇政院，崇政院使敬翔当值，敬翔问他：“月亮犯房次星，其逼近就像缝合一样，是什么预兆？”他说：“正常运行。”仇殷想要不说，走了几步，又回去说：“两三日当有不顺德话传来，不必惊慌，应该先告知主上。”二日后，陕府奏同州刘知俊闭关叛乱。王景仁出师时，仇殷上言：“太阴亏，不利于深入。”朱温遣使阻止，已在柏乡战败了。仇殷胆小谨慎，常常沉默不语，未尝敢明白说话，因故多次遭到责罚。后在官任上去世。